# Hollywood Foreign Press Association
Die Hollywood Foreign Press Association (kurz HFPA, deutsch Auslandspresseverband Hollywood) war eine US-amerikanische Organisation von Filmjournalisten. Mitglieder waren Journalisten verschiedener Nationalität, die hauptsächlich in Hollywood arbeiten, ihre Arbeiten aber in der nicht-amerikanischen Presse veröffentlichen.
Die Hollywood Foreign Press Association wurde 1943 von einem Korrespondenten der britischen Zeitung Daily Mail gegründet. Am bekanntesten ist die Organisation durch die seit 1944 alljährlich stattfindende Verleihung der Golden Globe Awards. Nach Angabe der New York Times verdiente die als Non-Profit-Organisation registrierte HFPA an der Golden-Globe-Verleihung 2003 5,7 Millionen US-Dollar.
Der Präsident der HFPA wurde jährlich neu gewählt. Amtsinhaberin war seit September 2021 die deutsch-amerikanische Journalistin Helen Hoehne.
Im März 2015 bestand die HFPA aus 85 aktiven Mitgliedern sowie zwei Ehrenmitgliedern „auf Lebenszeit“. Unter den aktiven Mitgliedern befanden sich als Repräsentanten der deutschen Presse die Korrespondenten Elmar Biebl, Anke Hofmann, Helen Hoehne, Munawar Hosain, Yoram Kahana, Karen Martin, Scott Orlin, Patrick Roth, Frances Schoenberger und Dierk Sindermann.
Als österreichische Journalisten waren Barbara Gasser, Elisabeth Sereda und Hans J. Spürkel vertreten.
Die Aufnahmekriterien in die HFPA galten – ebenso wie die Wahlkriterien der Golden Globes – als intransparent. Die Aufnahme von Mitgliedern erfolgt nur auf Vorschlag zweier aktiver Mitglieder. Aufnahmeanträge von Korrespondenten namhafter Blätter wie The Times oder Le Monde wurden mitunter abgelehnt, während Freelancer aus Bangladesch oder Südkorea aufgenommen wurden.
Im Juni 2023 wurde die Auflösung des Verbandes bekannt, eine private Investorengruppe um Todd Boehly sollte die Golden Globes übernehmen.

## Belege und Anmerkungen
1. ↑  Sharon Waxman: Suicide Reveals Strife in Group Behind the Globes (Published 2005). In: nytimes.com. 20. Dezember 2005, abgerufen am 3. Februar 2024 (englisch).
2. ↑  Mitglieder der HFPA (Memento vom 18. März 2015 im Internet Archive), Stand: März 2015
3. ↑  https://www.vulture.com/2015/01/who-exactly-picks-the-golden-globes-winners.html
4. ↑  Sharon Waxman: Suicide Reveals Strife in Group Behind the Globes (Published 2005). In: nytimes.com. 20. Dezember 2005, abgerufen am 3. Februar 2024 (englisch).
5. ↑  Verband der Hollywood-Auslandspresse wird aufgelöst. In: ORF.at. 13. Juni 2023, abgerufen am 13. Juni 2023.